# Eugène Beaudouin
Eugène Beaudouin, nome completo Eugène-Élie Beaudouin (Parigi, 20 luglio 1898 – Parigi, 14 gennaio 1983), è stato un architetto e urbanista francese.

## Biografia

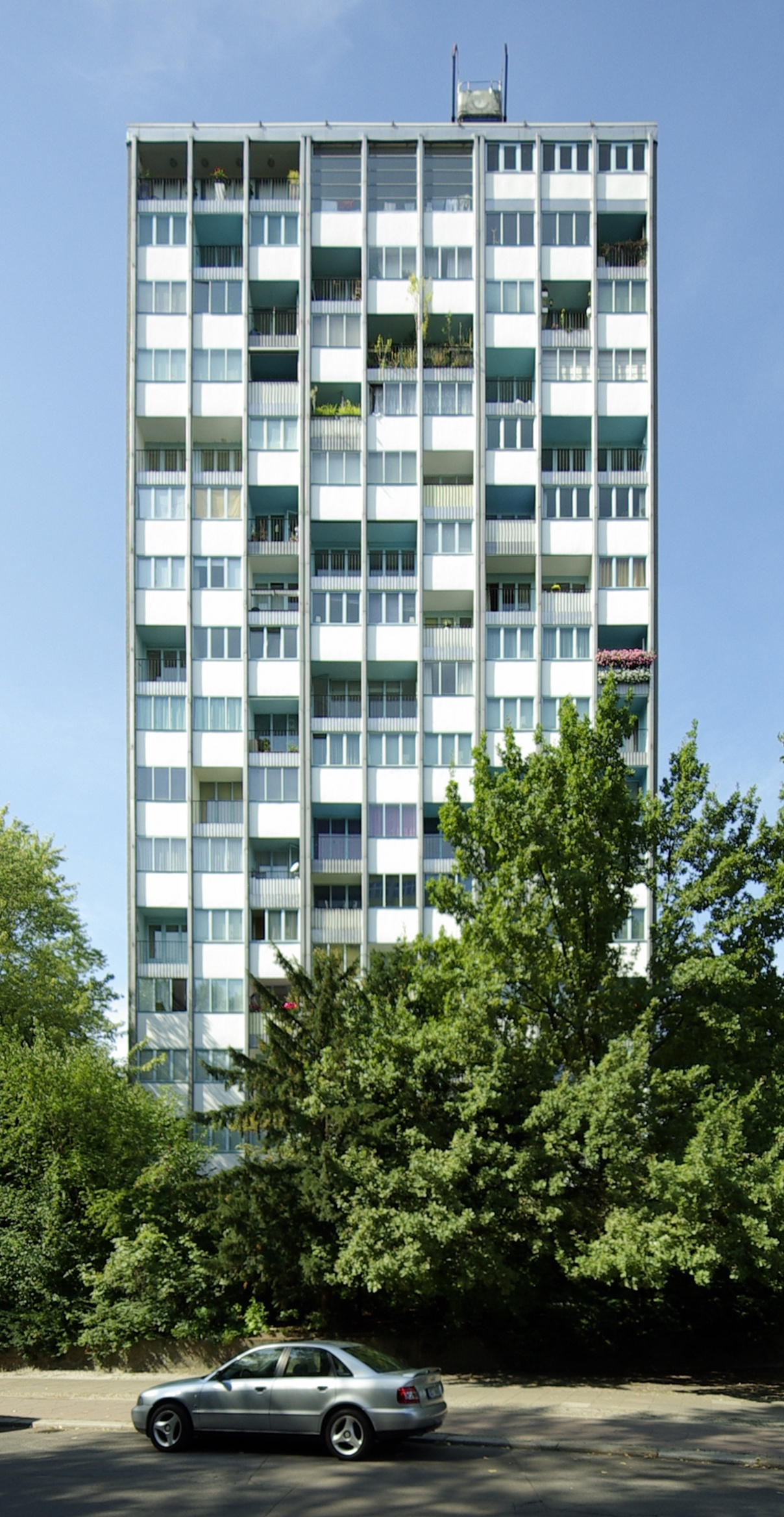
Bartningallee (1956-1957), di Eugène Beaudouin e Raymond Lopez, Tiergarten, Berlino

Figlio di un architetto, Eugène Beaudouin fu esponente del razionalismo francese fra le due guerre, studiò alla École nationale supérieure des beaux-arts, vinse il Grand Prix de Rome nel 1928, lavorò in collaborazione con Marcel Lods (1925-1940), realizzando soprattutto complessi residenziali con l'uso di elementi prefabbricati: Champdes-Oiseaux, Bagneux (1931-1932); Cité de la Muette, Drancy (1932-1935); Maison du Peuple, Clichy (1937-1939).
La Cité de la Muette, a Drancy, risultò la loro opera più importante; il quartiere è formato da un gruppo di case a quattro piani e da cinque torri a sedici piani. La struttura metallica, i solai e le pareti esterne prefabbricate offrono una soluzione nuova ai problemi architettonici e la Cité de la Muette costituisce uno dei primi seri tentativi di introdurre la prefabbricazione e l'industrializzazione nel settore dell'edilizia.
Per le opere del dopoguerra diventò capo architetto dei palazzi nazionali e degli edifici pubblici, la sua notorietà divenne internazionale e venne chiamato a realizzare molti progetti architettonici pubblici come ambasciate, alloggi sociali, scuole superiori, edifici amministrativi, e si occupò di urbanistica progettando il Piano Regolatore di numerose città di tutto il mondo, come il piano urbanistico de L'Avana (1928), il piano per lo sviluppo della regione di Parigi (1934), i piani di ricostruzione di Marsiglia (dal 1941 al 1943), Principato di Monaco, Saigon, Tolone, Montpellier e Clermont-Ferrand, dedicandosi anche di pianificazione regionale: Rotterdam, Strasburgo (1951), nuovi edifici del Palais des Nations, Ginevra (1967-1973, con Pier Luigi Nervi e A. Camenzind); complesso della stazione di Montparnasse, Parigi (1974).
Membro dell'Accademia di Belle Arti nel 1961, divenne presidente della Società francese di urbanisti dal 1958 al 1966 ed eletto presidente dell'Unione Internazionale degli Architetti dal 1960 al 1964.

## Opere
- Complessi residenziali Champdes-Oiseaux, Bagneux (1931-1932);
- Complessi residenziali Cité de la Muette, Drancy (1932-1935);
- Complessi residenziali Maison du Peuple, Clichy (1937-1939);
- Piano urbanistico L'Avana (1928);
- Piano per lo sviluppo della regione di Parigi (1934);
- Piani di ricostruzione Marsiglia (1941-1943);
- Piani di ricostruzione Principato di Monaco (dopo il 1944);
- Piani di ricostruzione Ho Chi Minh (dopo il 1944);
- Piani di ricostruzione Tolone (dopo il 1944);
- Piani di ricostruzione Montpellier (dopo il 1944);
- Piani di ricostruzione Clermont-Ferrand (dopo il 1944);
- Pianificazione regionale Rotterdam (1951);
- Pianificazione regionale Strasburgo (1951);
- Palais des Nations Ginevra (1967-1973);
- Stazione di Montparnasse Parigi (1974).